# Gerle Margit
Gerle Margit (Mezőberény, 1949. január 7. –) magyar keramikus, szobrász, papírművész.

## Életpályája
1968–1973 között az Iparművészeti Főiskola hallgatója volt, ahol Csekovszky Árpád, Jánossy György és Földes Imre oktatta. 1974–1975 között a szegedi Tömörkény Művészeti Szakközépiskola oktatója volt. 1976–1977 között, valamint 1988-ban Siklóson dolgozott. 1977 óta kiállító művész. 1978–1986 között az Országos Kerámia Biennálék állandó résztvevője volt. 1981-ben Finnországban volt ösztöndíjas. 1983-ban, 1986-ban, 1994-ben és 2004-ben a kecskeméti Nemzetközi Kerámia Stúdióban ösztöndíjasként tevékenykedett. 1985-ben a Római Magyar Akadémián volt ösztöndíjas. 1990–1993 között az Iparművészeti Főiskola Mesterképző Intézetében oktatott. 1996-ban Spanyolországban volt ösztöndíjas. 1997-ben Lipótfán tevékenykedett. 2005-ben doktorált.

## Magánélete
Férje, Benes József (1936–2017) grafikus volt.

## Művei
- Falikerámiák (Óföldeák (1980), Tömörkény (1985), Csongrád (1989), Makó (1990), Paks (1991), Kecskemét (1994), Baja (1995))
- Homlokzati díszek (Mezőberény (1987), Budafok (1997), Kecskemét (1997))
- Virágtartó edények (Szolnok (1988), Orosháza (1992))
- Szökőkutak (Siófok (1993))
- Emlékművek (Tiszakürt (1991))

## Kiállításai

### Egyéni
- 1977, 1987, 1992, 2002, 2005 Budapest
- 1979 Szeged, Szabadka
- 1980 Berlin, Balatonboglár
- 1982 Szeged
- 1984 Bécs
- 1985 Gyula
- 1986 Szentes
- 1992, 2004 Kecskemét

### Válogatott, csoportos
- 1978, 1980, 1982, 1984, 2004, 2006 Pécs
- 1980 Szabadka, Budapest
- 1983, 1991, 1993, 1995-1996, 2003-2004 Budapest
- 1984 Bécs, Zágráb
- 1985 Róma
- 1986 Párizs
- 1987 Zágráb
- 1994 Bécs, Prága
- 1996 Szentendre, Belgrád
- 1997 Győr, Prága
- 2004 Kecskemét
- 2011 Szeged

## Díjai
- X. Országos Kerámia Biennálé II. díja (1988)
- A Kecskeméti Téli Tárlat Iparművészeti Díja (1990, 1992)
- XII. Országos Kerámia Biennálé különdíja (1992)
- Nemzetközi Kerámia Triennálé díja (1996, Belgrád)
- A kecskeméti Tavaszi Fesztivál különdíja (1997)
- Nemzetközi Képzőművészeti Pályázat Fesztivál-díja (Neuschönau, 2002)
- Műhely – jubileumi kiállítás, Bács-Kiskun Megye Művészetéért Alapítvány díja (Kecskemét, 2002)
- Ferenczy Noémi-díj (2005)
- Bács-Kiskun Megye Művészetéért-díj (2006)